# 熔岩溪火山
火山（The Volcano），又称熔岩溪火山（Lava Fork volcano），是加拿大不列颠哥伦比亚省西北海岸山脉边界范围内的一个火山渣锥，位于斯图尔特小社区西北约60公里（40英里），靠近熔岩溪头。峰顶海拔1656米（5433英尺），地形凸体为311米（1,020英尺）。它屹立在一处被冰川覆盖的U形山谷北侧的偏远山脊上，周围地势崎岖。
熔岩溪火山及与其相连的一小群火山统称为伊斯库特—乌努克河火山锥。整体构成北部科迪勒拉火山区的一部分，这座更大型的火山区一直从阿拉斯加-育空边界延绵至不列颠哥伦比亚省的鲁珀特王子港附近。与北部科迪勒拉火山区大多数火山相比，该火山相对年轻，更为活跃。地质学研究表明，该火山及其喷发物是于过去400年间形成，远在一万年前结束的最后一个冰川时代之后。

## 地质学
这座火山是组成伊斯库特-乌努克河火山锥区的10个火山中最南端的一座，也是最近喷发的火山。 它的结构形成较差，并已因其海拔和纬度处的高山冰川侵蚀作用而减少了。它是北部科迪勒拉火山区历史上少数活跃的代表性火山之一，其底部海拔估计为100米（330英尺）。 与大多数火山渣锥一样，该火山由一堆松散的在熔岩喷泉活动期间沉积  的火山灰、火山碎屑和火山弹构成。火山口区域含有长达0.5 m（1.6英尺）长的火山弹和少量从火山气体中沉淀出来的硫沉积物。
和其他伊什库特-乌努克河流锥一样，这座火山起源于大陆裂口——地壳中岩石圈被拉扯开的长时间断裂。这种早期的裂谷形成于太平洋板块沿夏洛特皇后断层向北滑动到阿留申海沟的结果。 随着大陆地壳的伸展，近地表岩石沿着与裂谷平行的陡倾裂缝断裂，称为断裂。玄武岩岩浆沿这些裂缝上升，造成喷发。 裂谷带已经存在了至少1490万年，并形成了北部的科迪勒拉火山省。 该省有几座休眠火山可能很活跃，这座火山是过去几百年里爆发的三座火山之一。 柴克斯火山上一次喷发是在18世纪，是该省最南端的火山，而阿拉斯加最东部中部的普林德尔火山在一万多年前喷发，被普遍认为是最北端的火山。

### 火山历史

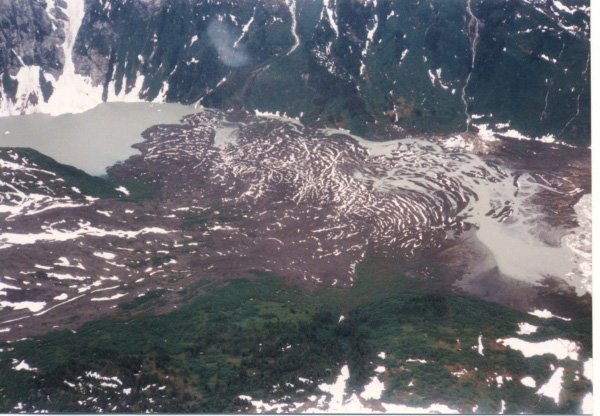
最近爆发的帕霍霍熔岩向下流淌至山脊的植被侧面。左上角的高山湖泊是拉瓦湖南部两个的熔岩湖。

至今，已确定熔岩溪火山存在至少两个活动期。每次爆发，玄武岩熔岩就会沿着陡峭的花岗岩山脊两侧喷发，流淌过5公里（3英里）的熔岩溪谷。 在这里，熔岩流越过不列颠哥伦比亚省边界进入美国阿拉斯加州，阻塞了乌努克河的支流蓝河，形成几个湖泊。 熔岩流总长约22公里（14英里），仍然保留着冷却时的原始特征，包括压力脊和熔岩通道。火山喷发时，熔岩流吞没了一棵棵大树。树木的根部被烧毁，上部的树干和枝干倒塌陷入逐渐凝固的熔岩中。熔岩流凝固后，树模和熔岩管坍塌形成火山坑。 其中一个熔岩流的南端，蔓延到了乌努克河平坦冲积平原上的一个宽阔的末端坝。 火山中的火山灰和熔岩仍残留在路易斯·卡斯山附近的小冰川上，路易斯·卡斯山是阿拉斯加与不列颠哥伦比亚省边界附近的一座2,094米高（6870英尺）的山。
1905年，一位名叫弗里蒙特·莫尔斯的勘测员在为国际边界委员会进行勘测时，发现熔岩溪火山至少喷发了一次熔岩流。1906年，莫尔斯写道，该火山最近一次爆发“可能不到50年”。 自莫尔斯报道开始，树木年轮和放射性碳测定年代被用来确定熔岩溪火山两个火山活动期的具体时间。据估计，第一次发生在大约360年前，最近一次可能发生在150年前。  这表明这座火山是加拿大已知的最年轻的火山，与不列颠哥伦比亚省的许多其他火山相比，其火山活动距今最近。 有文件记载该火山的最后一次喷发在1904年。 但是，根据史密森学会的全球火山活动项目，这次喷发并未被确认。
虽然据估计该火山最后一次喷发是在150年前，但它是自1985年以来北部科迪勒拉火山区有地震活动记录的五座火山之一。其他四座是城堡岩（两次）、胡都山（八次）、克罗斯湖（四次）和埃兹扎山火山群（八次）。 地震数据显示，这些火山仍包含活跃的岩浆库，表明北部一些科迪勒拉火山可能处于活跃状态，具有重大潜在危险。 这些地震活动既与加拿大最近形成的一些火山相伴，也与在其历史上一直具有重大喷发活动的持续性火山相伴，这些火山在其历史上都有过主要的喷发活动，如胡都山和埃兹扎山火山群。

## 人类历史

### 命名争议
1979年，在剑桥海岸山脉探险活动中，探险家克里斯·迪金森提出了该山峰的命名建议。该名称于1980年11月24日被采用，并自此成为其正式名称。 但是，火山学相关资料中通常不会以此称呼这座山峰。相反，由于它与一条小溪同名，因此被非正式地称为熔岩溪或熔岩溪火山。 之所以存在这种争议，是因为“火山”（The Volcano）这一指称是通用的。言语中提及“火山”可能分不清楚指的是哪座火山，从而导致混乱。在加拿大，类似命名的火山包括不列颠哥伦比亚省西北部的图亚火山区中的火山通道和育空中部的塞尔扣克堡火山区的火山。 截至2009年，该火山的非官方名称仍被加拿大自然资源部使用。

## 注解
1. 1 2  . Global Volcanism Program. Smithsonian Institution.   [2010-06-27]. （原始内容存档于2013-05-08）.
2. 1 2 3 4 5  . Oregon State University. November 2000  [2010-06-19]. （原始内容存档于2010-07-31）.
3. ↑  . Catalogue of Canadian volcanoes. Natural Resources Canada. 2008-02-13  [2010-06-21]. （原始内容存档于June 15, 2008）.
4. 1 2 3 4 5 6 7  . Catalogue of Canadian volcanoes. Natural Resources Canada. 2009-03-10  [2010-06-19]. （原始内容存档于June 15, 2008）.
5. 1 2 3 4 5 6  Wood, Charles A.; Kienle, Jürgen. . Cambridge, England: Cambridge University Press. 2001: 114, 118, 121, 129. ISBN 978-0-521-43811-7. OCLC 27910629.
6. ↑  . Natural Resources Canada. 2008-02-13  [2008-09-12]. （原始内容存档于June 2, 2008）.
7. ↑  . Natural Resources Canada. 2007-03-23  [2010-06-25]. （原始内容存档于2012-10-06）.
8. ↑  . United States Geological Survey. 2006-11-09  [2008-06-13]. （原始内容存档于2013-02-25）.
9. ↑  . Geographic Names Information System. United States Geological Survey.   [2010-06-27]. （原始内容存档于2021-11-09）.
10. 1 2  Carter, H. Adams. . The Mountaineers Books. 1997: 94. ISBN 0-930410-43-2.
11. ↑  . BC Parks.   [2010-06-20]. （原始内容存档于2011-06-04）.
12. ↑  Byers, Andrew R.; Payette, Andrée; Humbert, Gilles; Wong, Susan; Eastman, Elizabeth; Harris, Eric; Fick, Steven; Simpson-Lewis, Wendy. . Vancouver and Toronto: Douglas & McIntyre. 2004: 22. ISBN 1-55365-082-4.
13. 1 2 3  Etkin, David; Haque, C.E.; Brooks, Gregory R. . Springer Netherlands. 2003-04-30: 569, 582, 583. ISBN 978-1-4020-1179-5.
14. ↑  . Volcanoes of Canada. Natural Resources Canada.   [2010-06-20]. （原始内容存档于May 13, 2008）.
15. 1 2  . BC Geographical Names Information System. Government of British Columbia.   [2010-06-27]. （原始内容存档于2012-09-08）.
16. ↑  Wetherell, K.; Edwards, B.; Simpson, K. . Current research = Recherches en cours (Natural Resources Canada). 2005: 3. ISSN 1701-4387.